# DJ Hubertuse
DJ Hubertus, właściwie Hubert Kwartnik (ur. 1977 w Wadowicach) – polski DJ, a od 2005 roku także producent muzyczny, mieszkający obecnie w Krakowie. Od 2000 roku jest rezydentem dyskoteki Energy 2000. Jest współproducentem (wraz z DJ Thomasem) promocyjnych płyt Energy Mix, na których to właśnie on udziela swojego głosu.
Wraz z DJ Thomasem występował wielokrotnie (z dużym powodzeniem) w turniejach i mistrzostwach dla DJ-ów. Jego największe osiągnięcie w tej dziedzinie to tytuł II Wicemistrza Polski w 2004 roku.
Od 2014 wraz z DJ-em Max Farenthide współtworzy duet Bounce Inc.